# Urška Repušič
Urška Repušič (Rače, 2000) es una deportista eslovena que compite en escalada. Ganó una medalla de oro en el Campeonato Europeo de Escalada de 2019, en la prueba de bloques.

## Palmarés internacional
| Campeonato Europeo | Campeonato Europeo | Campeonato Europeo | Campeonato Europeo |
| Año                | Lugar              | Medalla            | Prueba             |
| ------------------ | ------------------ | ------------------ | ------------------ |
| 2019               | Zakopane (Polonia) | Medalla de oro     | Bloques            |